# Interpane
Die Interpane Glas Industrie AG ist ein deutscher Flachglashersteller mit Sitz in Lauenförde (Niedersachsen, Weserbergland). An zehn Standorten in Deutschland, Österreich und Frankreich stellt das Unternehmen Verglasungsprodukte her. Die Produktpalette umfasst Float- und Weißglas, beschichtetes Wärmedämmglas, Schallschutz- und Sonnenschutz-Isolierglas, Sicherheitsglas, Verglasungen für Möbeldesign und Innenarchitektur sowie für solare Anwendungen. Seit Mitte 2012 ist das Unternehmen eine 51%ige Tochtergesellschaft von Asahi Glass Europe (AGC), des gleichnamigen japanischen Konzerns.

## Geschichte
1971 gründete Georg F. Hesselbach das Unternehmen mit Sitz und erstem Produktionsstandort in Lauenförde. 1982 wurde das selbst entwickelte Funktionsglas „iplus neutral“ vorgestellt, es gilt als das erste farbneutrale Warmglas der Glasgeschichte. Erreicht wurde dies durch eine besondere Silberbeschichtung. Das Verfahren ist seitdem Standard in der Herstellung von hochwertigem Warmglas. Interpane Plattling war das erste Unternehmen, weltweit, das ganze Bandmaße (6,00 m × 3,21 m) im Vakuum-Verfahren beschichtete.
Die Interpane Glas Industrie AG betreibt Produktionsstandorte in Lauenförde (Holzminden), Belgern (Nordsachsen), Häsen (Oberhavel), Hildesheim, Plattling (Deggendorf), Osterweddingen (Bördekreis) und Wipperfürth (Oberbergischer Kreis), im österreichischen Parndorf (Burgenland) sowie in Frankreich in Hœrdt (Elsass) und Seingbouse (Lothringen), seit 2016 auch in Malacky in der Slowakei.
2025 übernahm das Unternehmen den Sicherheitsglashersteller SGT GmbH in Oelsnitz/Vogtl.
Der Standort Buxtehude wurde zum 30. Juni 2015 verkauft.

## Produkte
Interpane stellt jährlich unter anderem mehr als 2 Mio. Quadratmeter Isolierglas und rund 10 Mio. Quadratmeter beschichtetes Basisglas her. Die Produktpalette umfasst Wärmedämmglas, Sonnenschutzglas, Schallschutzglas, Sicherheitsglas, Weißglas, Glas für Solaranwendungen, Heizglas, Einscheiben-Sicherheitsglas (ESG), Verbundsicherheitsglas (VSG) und Teilvorgespanntes Glas (TVG) sowie Gläser für das Design von Fassaden und die innenarchitektonische Gestaltung. Darüber hinaus produziert die Gruppe Floatglas an den Standorten Osterweddingen und Seingbouse (Frankreich).

## Produktions-Standorte

### Lauenförde
Der Stammsitz (seit 1971) der Interpane-Gruppe befindet sich in Lauenförde. Hier befinden sich zudem:
a) Interpane Glas Industrie AG: Die Holding für alle in der Interpane-Gruppe zusammengeschlossenen Gesellschaften.
b) Interpane Glasgesellschaft: Das Unternehmen produziert Funktions-Isolierglas und beschichtetes Floatglas.
c) Interpane Entwicklungs- und Beratungsgesellschaft (E & B): Das Forschungs- und Entwicklungscenter der Interpane-Gruppe.
Der Stammsitz befindet sich mittlerweile in Plattling. 

### Belgern
Als erste Produktionsstätte in den neuen Bundesländern wurde 1991 das Werk Belgern (Landkreis Torgau-Oschatz) gegründet. Hier wird Isolierglas hergestellt.

### Hildesheim
Sitz der Interpane Sicherheitsglas GmbH. Seit 1986 Produktionsstätte für Sicherheitsglas. Ferner werden hier gestaltete Glasprodukte für das Design von Fassaden und die Innenarchitektur entwickelt (u. a. Keramischer Digitaldruck auf Glas und Schichtstoff-/Photo-Laminate). Auch Brüstungselemente, Ganzglastüren, Raumteiler, Überkopf- und begehbare Verglasungen für Treppen oder Brücken werden hier gefertigt.

### Plattling (Bayern)

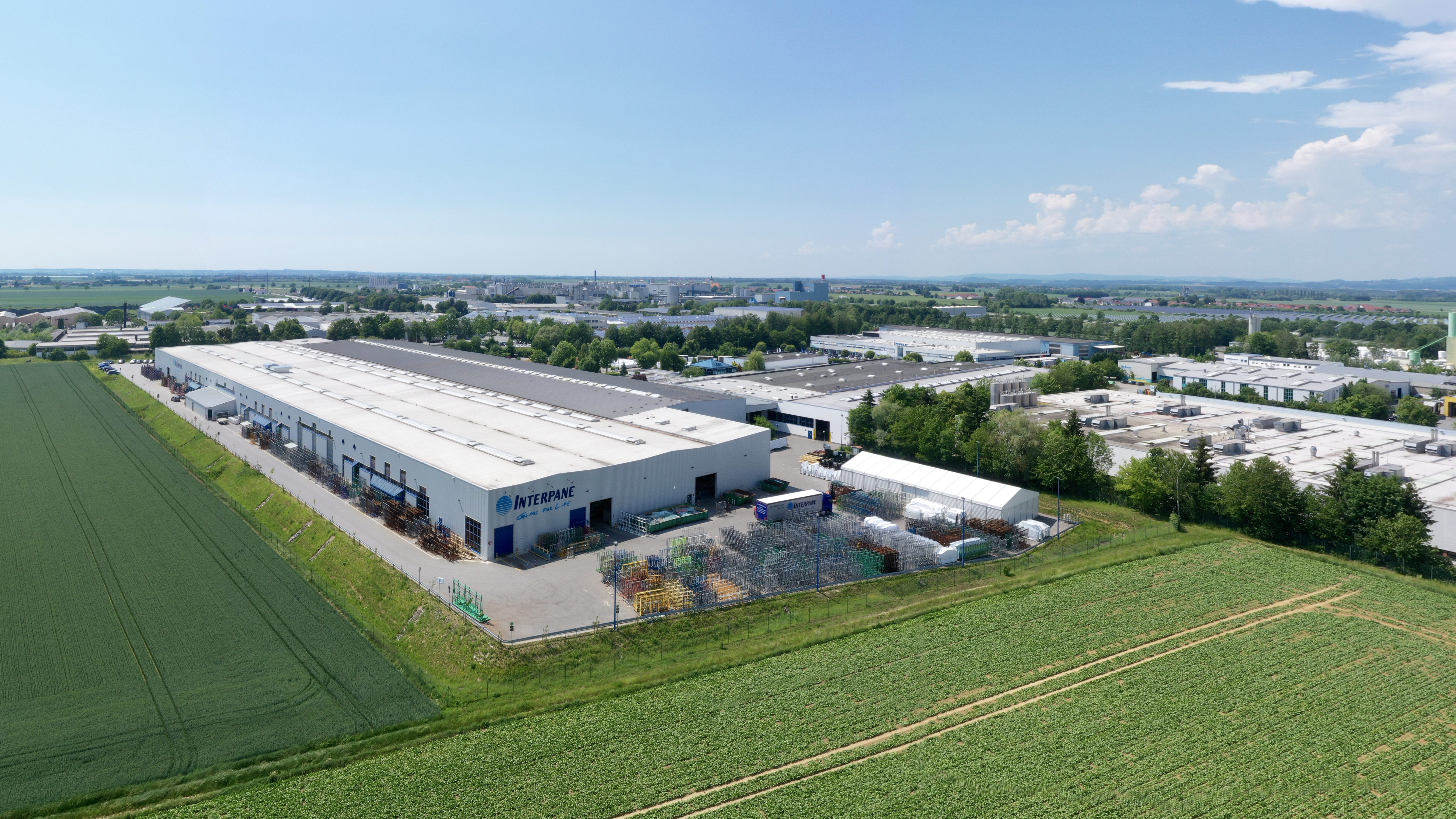
Luftbild des Interpane Standorts in Plattling

Hier produzieren die Mitarbeiter beschichtetes Basisglas und Isolierglas. Plattling ist auch der Sitz des Interpane Beratungscenters (IBC). Dieses betreut Architekten, Ingenieure, Planer, Verarbeiter und institutionelle Bauherren aus dem In- und Ausland telefonisch und vor Ort. Neben Architektenberatungen und technischer Objektberatung für den Fassaden- und Fensterbau stehen Schulungen und die Steuerung der nationalen und internationalen Zusammenarbeit von Architektenberatern und Bedarfsträgern im Fokus.

### Oelsnitz/Vogtl
Das Produktionsprogramm umfasst die Herstellung von Einscheibensicherheitsglas und Verbundsicherheitsglas. Daneben ist die Aufbringung von keramischer Farbe sowohl im Walz- als auch im Siebdruckverfahren ebenfalls Bestandteil des Produktportfolios.

### Osterweddingen
- f | glass GmbH: Im Herbst 2009 entstand als Joint Venture mit der niederländischen Scheuten Glas[8] eine neue Flachglasfabrik im sachsen-anhaltischen Osterweddingen. Das Werk mit einer Länge von fast 800 m produziert mit Hilfe des Floatglasverfahrens Flachglas, Weißglas und Halbzeuge.

- AGC Interpane Glas Deutschland: Die Vertriebsgesellschaft für beschichtetes und unbeschichtetes Basisglas vor Ort, die, neben dem gesamten Interpane-Produktprogramm, die von f | glass hergestellten Glasprodukte und Produkte des Strategiepartners AGC vertreibt.

- f | solar: Das Unternehmen konzentriert sich auf die Produktion und Veredelung von Solarglas.

### Parndorf, Österreich
Seit 1973 besteht das Werk im österreichischen Burgenland. Hier fertigen die Mitarbeiter Isolierglas und Einscheiben-Sicherheitsglas (ESG).

### Wipperfürth
Im Werk Wipperfürth, gegründet 1973, wird Isolierglas hergestellt.

### Häsen
In Häsen (Brandenburg) befindet sich das zweite ostdeutsche Interpane-Werk zur Produktion von Isolierglas.

### Hoerdt, Frankreich
Das Werk produziert Isolierglas.

### Seingbouse, Frankreich
Die Interpane Glass France betreibt die Herstellung von Floatglas sowie die Produktion von Verbundsicherheitsglas. Besonderheit: Die Floatglaswanne besitzt eine jährliche Kapazität von ca. 250.000 Tonnen und gehört damit zu den größten europäischen Fertigungsstätten ihrer Art. Produktionsbeginn war 2001. Das Werk stellt außerdem beschichtetes Basisglas her und hat sich auf hochwertige Wärmeschutzschichten spezialisiert.

### Malacky, Slowakei
In Zusammenarbeit mit dem Werk in Parndorf wird hier Dreifach-Isolierglas hergestellt.